# برخد عبدی
برخد عبدی (زاده ۱۰ آوریل ۱۹۸۵) بازیگر، کارگردان و تهیه‌کننده آمریکایی است.

## کودکی
وی در موگادیشو که پایتخت کشور سومالی است زاده شده ولی در کشور یمن بزرگ شده‌است. در سال ۱۹۹۹ و زمانی که ۱۴ سال داشت به همراه خانواده به مینیاپولیس نقل مکان می‌کنند و تحصیلات دانشگاهی‌اش را نیز در دانشگاهی در همین شهر به اتمام می‌رساند. پیش از ورود به صنعت فیلم و سینما، وی به عنوان شاگر شوفر، راننده لیموزین و آهنگساز فعالیت‌هایی داشته‌است.

## بازیگری
در سال ۲۰۱۳ وی با بازی در فیلم کاپیتان فیلیپس پا به عرصه بازیگری گذاشت. در این فیلم که داستانی واقعی را روایت می‌کند، او در نقش یک دزد دریایی سومالیایی ظاهر می‌شود که ریچارد فیلیپس، کاپیتان کشتی و خدمه ان را به گروگان می‌گیرد. بخاطر بازی در این فیلم وی نامزد دریافت جایزه گولدن گلوب و جایزه اسکار بهترین بازیگر نقش مکمل مرد شد. بعد از نامزدی‌اش برای دریافت این جایزه‌ها و چند جایزه سینمایی دیگر، گفته شد که قرار است وی برای ادامه حرفه بازیگری، به شهر لس‌آنجلس برود.
وی پیش‌تری کارگردانی یک مجموعه و چند موزیک ویدئو را انجام داده بود. او در فیلم دویدن تایسون بازی کرده‌است.

## پیوند
- برخد عبدی در بانک اطلاعات اینترنتی فیلم‌ها